# 施瓦爾梅雷山
46°35′34″N 7°49′0″E / 46.59278°N 7.81667°E

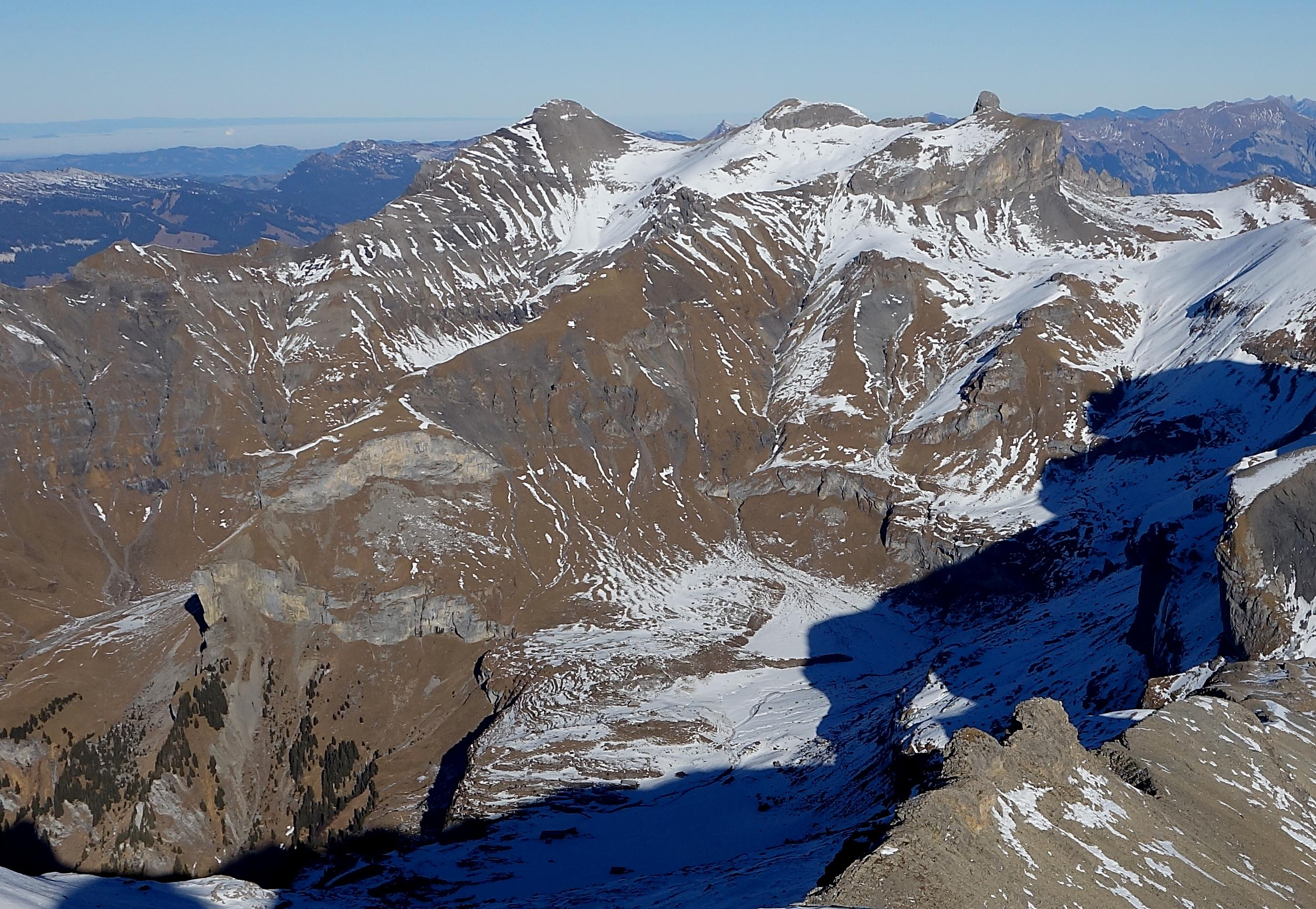

施瓦爾梅雷山（Schwalmere），是瑞士的山峰，位於該國中部，由伯恩州負責管轄，屬於伯訥前阿爾卑斯山脈的一部分，海拔高度2,777米，每年平均降雨量1,703毫米。
位于因特拉肯城市附近。